# Pandanus rechingeri
Pandanus rechingeri är en enhjärtbladig växtart som beskrevs av Ugolino Martelli. Pandanus rechingeri ingår i släktet Pandanus och familjen Pandanaceae. Inga underarter finns listade.